# Dorny Romero
Dorny Alexander Romero Chalas (Santa Cruz de El Seibo, 24 gennaio 1998) è un calciatore dominicano, attaccante del Bolívar e della nazionale dominicana.

## Carriera

### Club
Ha giocato nella prima divisione dei campionati dominicano, boliviano e kazako.

### Nazionale
Ha giocato nella nazionale dominicana Under-23.
Nel 2019 ha esordito in nazionale maggiore.
Nel 2025 ha partecipato alla CONCACAF Gold Cup.

## Statistiche

### Cronologia presenze e reti in nazionale
| Cronologia completa delle presenze e delle reti in nazionale ― Rep. Dominicana | Cronologia completa delle presenze e delle reti in nazionale ― Rep. Dominicana | Cronologia completa delle presenze e delle reti in nazionale ― Rep. Dominicana | Cronologia completa delle presenze e delle reti in nazionale ― Rep. Dominicana | Cronologia completa delle presenze e delle reti in nazionale ― Rep. Dominicana | Cronologia completa delle presenze e delle reti in nazionale ― Rep. Dominicana | Cronologia completa delle presenze e delle reti in nazionale ― Rep. Dominicana | Cronologia completa delle presenze e delle reti in nazionale ― Rep. Dominicana |
| Data                                                                           | Città                                                                          | In casa                                                                        | Risultato                                                                      | Ospiti                                                                         | Competizione                                                                   | Reti                                                                           | Note                                                                           |
| ------------------------------------------------------------------------------ | ------------------------------------------------------------------------------ | ------------------------------------------------------------------------------ | ------------------------------------------------------------------------------ | ------------------------------------------------------------------------------ | ------------------------------------------------------------------------------ | ------------------------------------------------------------------------------ | ------------------------------------------------------------------------------ |
| 17-2-2019                                                                      | Santiago de los Caballeros                                                     | Rep. Dominicana                                                                | 1 – 0                                                                          | Guadalupa                                                                      | Amichevole                                                                     | -                                                                              | 58’                                                                            |
| 15-8-2019                                                                      | Santiago de los Caballeros                                                     | Rep. Dominicana                                                                | 0 – 0                                                                          | Guatemala                                                                      | Amichevole                                                                     | -                                                                              | 79’                                                                            |
| 7-9-2019                                                                       | Montserrat                                                                     | Montserrat                                                                     | 2 – 1                                                                          | Rep. Dominicana                                                                | CONCACAF Nations League 2019-2020 - Fase a gironi                              | -                                                                              | 74’                                                                            |
| 11-9-2019                                                                      | Santo Domingo                                                                  | Rep. Dominicana                                                                | 1 – 0                                                                          | El Salvador                                                                    | CONCACAF Nations League 2019-2020 - Fase a gironi                              | -                                                                              |                                                                                |
| 13-10-2019                                                                     | Santo Domingo                                                                  | Rep. Dominicana                                                                | 3 – 0                                                                          | Saint Lucia                                                                    | CONCACAF Nations League 2019-2020 - Fase a gironi                              | 1                                                                              |                                                                                |
| 15-10-2019                                                                     | Santo Domingo                                                                  | Rep. Dominicana                                                                | 0 – 0                                                                          | Montserrat                                                                     | CONCACAF Nations League 2019-2020 - Fase a gironi                              | -                                                                              | 76’                                                                            |
| 17-11-2019                                                                     | Gros Islet                                                                     | Saint Lucia                                                                    | 1 – 0                                                                          | Rep. Dominicana                                                                | CONCACAF Nations League 2019-2020 - Fase a gironi                              | -                                                                              |                                                                                |
| 19-11-2019                                                                     | San Salvador                                                                   | El Salvador                                                                    | 2 – 0                                                                          | Rep. Dominicana                                                                | CONCACAF Nations League 2019-2020 - Fase a gironi                              | -                                                                              |                                                                                |
| 19-1-2021                                                                      | Santo Domingo                                                                  | Rep. Dominicana                                                                | 0 – 1                                                                          | Porto Rico                                                                     | Amichevole                                                                     | -                                                                              |                                                                                |
| 25-1-2021                                                                      | Santo Domingo                                                                  | Rep. Dominicana                                                                | 0 – 0                                                                          | Serbia                                                                         | Amichevole                                                                     | -                                                                              | 29’ 68’                                                                        |
| 27-3-2021                                                                      | Fort Lauderdale                                                                | Anguilla                                                                       | 0 – 6                                                                          | Rep. Dominicana                                                                | Qual. Mondiali 2022                                                            | 2                                                                              |                                                                                |
| 5-6-2021                                                                       | Santo Domingo                                                                  | Rep. Dominicana                                                                | 1 – 1                                                                          | Barbados                                                                       | Qual. Mondiali 2022                                                            | -                                                                              | 82’                                                                            |
| 9-6-2021                                                                       | Panama                                                                         | Panama                                                                         | 3 – 0                                                                          | Rep. Dominicana                                                                | Qual. Mondiali 2022                                                            | -                                                                              | 46’                                                                            |
| 3-6-2022                                                                       | Belmopan                                                                       | Belize                                                                         | 0 – 2                                                                          | Rep. Dominicana                                                                | CONCACAF Nations League 2022-2023 - Fase a gironi                              | 1                                                                              | 81’                                                                            |
| 5-6-2022                                                                       | Santo Domingo                                                                  | Rep. Dominicana                                                                | 2 – 3                                                                          | Guyana francese                                                                | CONCACAF Nations League 2022-2023 - Fase a gironi                              | 1                                                                              | 67’                                                                            |
| 11-6-2022                                                                      | Santo Domingo                                                                  | Rep. Dominicana                                                                | 1 – 1                                                                          | Guatemala                                                                      | CONCACAF Nations League 2022-2023 - Fase a gironi                              | -                                                                              | 46’                                                                            |
| 14-6-2022                                                                      | Città del Guatemala                                                            | Guatemala                                                                      | 2 – 0                                                                          | Rep. Dominicana                                                                | CONCACAF Nations League 2022-2023 - Fase a gironi                              | -                                                                              | 27’                                                                            |
| 16-11-2022                                                                     | Santiago de los Caballeros                                                     | Rep. Dominicana                                                                | 2 – 4                                                                          | Cuba                                                                           | Amichevole                                                                     | -                                                                              | 77’                                                                            |
| 23-3-2023                                                                      | Remire-Montjoly                                                                | Guyana francese                                                                | 1 – 1                                                                          | Rep. Dominicana                                                                | CONCACAF Nations League 2022-2023 - 1º turno                                   | -                                                                              |                                                                                |
| 28-3-2023                                                                      | San Cristóbal                                                                  | Rep. Dominicana                                                                | 2 – 0                                                                          | Belize                                                                         | CONCACAF Nations League 2022-2023 - 1º turno                                   | -                                                                              | 90’                                                                            |
| 16-6-2023                                                                      | Viña del Mar                                                                   | Cile                                                                           | 5 – 0                                                                          | Rep. Dominicana                                                                | Amichevole                                                                     | -                                                                              |                                                                                |
| 9-9-2023                                                                       | San Cristóbal                                                                  | Rep. Dominicana                                                                | 0 – 2                                                                          | Nicaragua                                                                      | CONCACAF Nations League 2023-2024 - 1º turno                                   | -                                                                              |                                                                                |
| 12-9-2023                                                                      | Santo Domingo                                                                  | Rep. Dominicana                                                                | 3 – 0                                                                          | Montserrat                                                                     | CONCACAF Nations League 2023-2024 - 1º turno                                   | 2                                                                              |                                                                                |
| 14-10-2023                                                                     | Wildey                                                                         | Barbados                                                                       | 0 – 5                                                                          | Rep. Dominicana                                                                | CONCACAF Nations League 2023-2024 - 1º turno                                   | 1                                                                              |                                                                                |
| 17-10-2023                                                                     | Santo Domingo                                                                  | Rep. Dominicana                                                                | 5 – 2                                                                          | Barbados                                                                       | CONCACAF Nations League 2023-2024 - 1º turno                                   | 3                                                                              |                                                                                |
| 17-11-2023                                                                     | Lookout                                                                        | Montserrat                                                                     | 2 – 1                                                                          | Rep. Dominicana                                                                | CONCACAF Nations League 2023-2024 - 1º turno                                   | -                                                                              |                                                                                |
| 21-11-2023                                                                     | Managua                                                                        | Nicaragua                                                                      | 0 – 0                                                                          | Rep. Dominicana                                                                | CONCACAF Nations League 2023-2024 - 1º turno                                   | -                                                                              | 48’                                                                            |
| 6-6-2024                                                                       | Kingston                                                                       | Giamaica                                                                       | 1 – 0                                                                          | Rep. Dominicana                                                                | Qual. Mondiali 2026                                                            | -                                                                              |                                                                                |
| 11-6-2024                                                                      | San Cristóbal                                                                  | Rep. Dominicana                                                                | 4 – 0                                                                          | Isole Vergini Britanniche                                                      | Qual. Mondiali 2026                                                            | 2                                                                              |                                                                                |
| 7-9-2024                                                                       | Saint George                                                                   | Bermuda                                                                        | 2 – 3                                                                          | Rep. Dominicana                                                                | CONCACAF Nations League 2024-2025 - 1º turno                                   | 1                                                                              | 86’                                                                            |
| 11-9-2024                                                                      | Santo Domingo                                                                  | Rep. Dominicana                                                                | 3 – 0                                                                          | Montserrat                                                                     | CONCACAF Nations League 2025-2025 - 1° turno                                   | 1                                                                              | 86’                                                                            |
| 12-10-2024                                                                     | Devonshire                                                                     | Antigua e Barbuda                                                              | 0 – 5                                                                          | Rep. Dominicana                                                                | CONCACAF Nations League 2024-2025 - 1º turno                                   | 1                                                                              | 86’                                                                            |
| 15-10-2024                                                                     | Devonshire                                                                     | Rep. Dominicana                                                                | 5 – 0                                                                          | Antigua e Barbuda                                                              | CONCACAF Nations League 2024-2025 - 1º turno                                   | 1                                                                              |                                                                                |
| 16-11-2024                                                                     | Santiago de los Caballeros                                                     | Dominica                                                                       | 1 – 6                                                                          | Rep. Dominicana                                                                | CONCACAF Nations League 2024-2025 - 1º turno                                   | 2                                                                              | 71’                                                                            |
| 19-11-2024                                                                     | Santiago de los Caballeros                                                     | Rep. Dominicana                                                                | 6 – 1                                                                          | Bermuda                                                                        | CONCACAF Nations League 2024-2025 - 1º turno                                   | 4                                                                              |                                                                                |
| 21-3-2025                                                                      | Bayamón                                                                        | Porto Rico                                                                     | 2 – 2                                                                          | Rep. Dominicana                                                                | Amichevole                                                                     | -                                                                              |                                                                                |
| 6-6-2025                                                                       | Città del Guatemala                                                            | Guatemala                                                                      | 4 – 2                                                                          | Rep. Dominicana                                                                | Qual. Mondiali 2026                                                            | 1                                                                              |                                                                                |
| 10-6-2025                                                                      | Santo Domingo                                                                  | Rep. Dominicana                                                                | 5 – 0                                                                          | Dominica                                                                       | Qual. Mondiali 2026                                                            | 1                                                                              |                                                                                |
| 14-6-2025                                                                      | East Rutherford                                                                | Messico                                                                        | 3 – 2                                                                          | Rep. Dominicana                                                                | Gold Cup 2025 - 1º turno                                                       | -                                                                              | 79’                                                                            |
| 18-6-2025                                                                      | Arlington                                                                      | Costa Rica                                                                     | 2 – 1                                                                          | Rep. Dominicana                                                                | Gold Cup 2025 - 1° turno                                                       | -                                                                              |                                                                                |
| 22-6-2025                                                                      | Arlington                                                                      | Rep. Dominicana                                                                | 0 – 0                                                                          | Suriname                                                                       | Gold Cup 2025 - 1° turno                                                       | -                                                                              | 70’                                                                            |
| Totale                                                                         |                                                                                | Presenze (8º posto)                                                            | 41                                                                             |                                                                                | Reti (1º posto)                                                                | 25                                                                             |                                                                                |

## Palmarès

### Club

#### Competizioni nazionali
- Campionato dominicano: 1

Cibao: 2018
- Coppa del Kazakistan: 1

Aqtóbe: 2024

#### Competizioni internazionali
- Campionato per club CFU: 1

Cibao: 2017

### Individuale
- Capocannoniere della CONCACAF Nations League: 1

2024-2025 (10 gol)